# Onofrio Gabrieli
Pour les articles homonymes, voir Gabrieli (homonymie).
Onofrio Gabrieli (Gesso, frazione de Messine, 2 avril 1619 - Gesso, 26 septembre 1706) est un peintre italien.

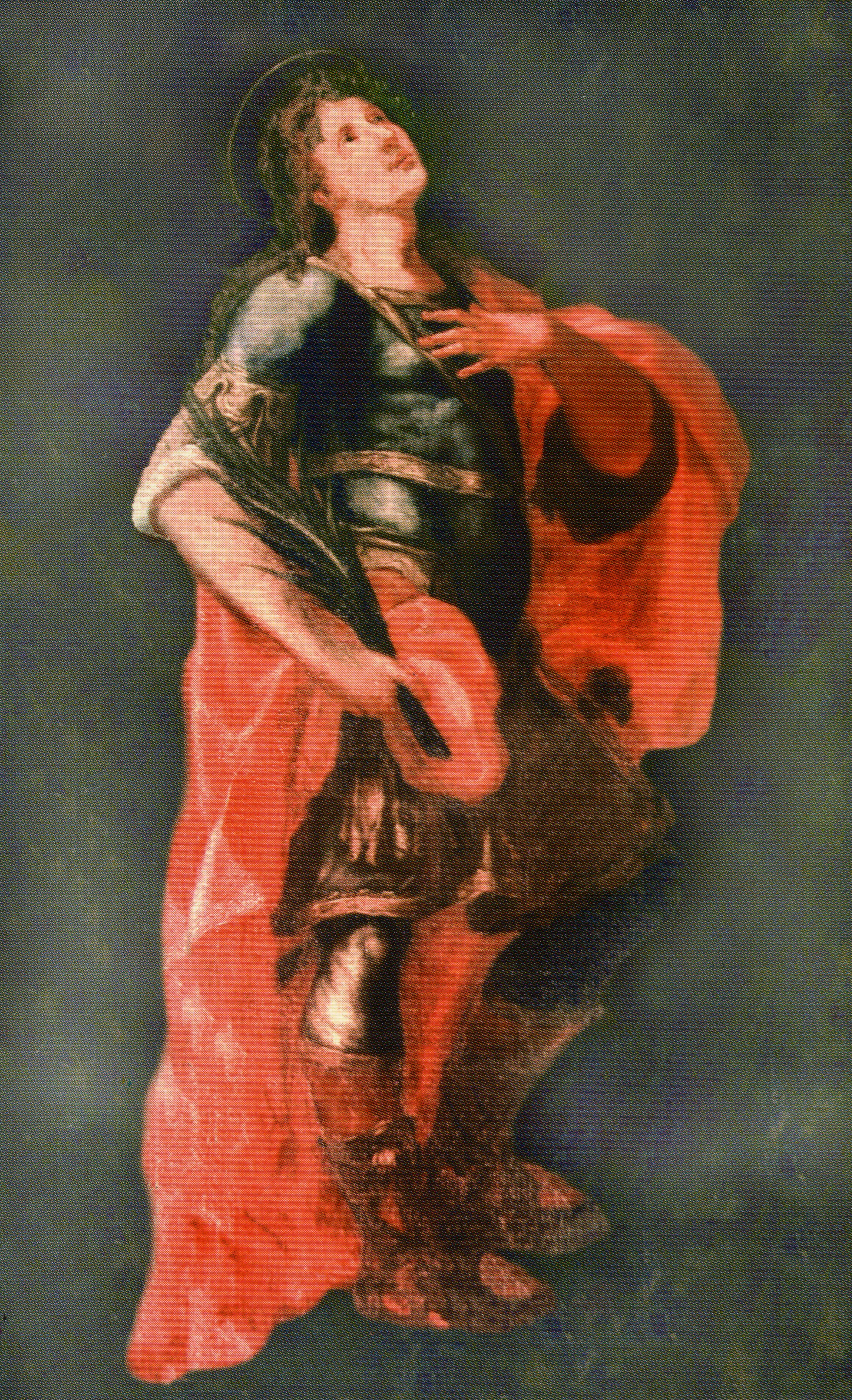
San Papino Martire, détail de retable, église San Papino Martire, Milazzo.

## Biographie
Onofrio Gabrieli entame sa formation à Messine puis se rend à Rome où il rejoint l'atelier de Pietro da Cortona. 
En  1641 il séjourne en Vénétie puis en 1650 retourne à Messine où il continue son activité en tant que peintre mais aussi en tant qu'ingénieur.
En 1678 à la suite de la répression espagnole, il quitte Messine et se rend en France, puis à la suite de l'amnistie décrétée par Philippe V d'Espagne, retourne finalement à Messine où il restera jusqu'à sa mort advenue le 26 septembre 1706.

## Œuvres
Ses œuvres sont conservées dans les pinacothèques de Randazzo, Syracuse, Milazzo, Monforte San Giorgio, Gesso, Padoue et Montagnana.
À Messine, Un grand nombre a été perdu à la suite des séismes de 1783 et 1908.
- La Madonna del Soccorso (1664), église San Francesco di Paola, Messine (actuellement au Museo Regionale, Messine) ;
- L'Immacolata con il Bambino Gesù, Santa Chiara, San Giovanni Evangelista e San Nicolò, église Santa Chiara à Montelupone nelle Marche ;
- Storie di Giuseppe ebreo (v. 1694), fresques de la villa Borromeo, Padoue.

Ces fresques, situées dans quatre salles représentent divers épisodes et figures de prophètes de l'Ancien Testament : Abraham, Jacob, Joseph, Moïse, Tobias et Elias séparés par des figures allégoriques :
- Elia fa scendere dal cielo il fuoco miracoloso alla presenza di Achab (1641), église Maria del Carmine, Padoue ;
- Sposalizio mistico di santa Caterina (v. 1664), église San Paolo, Messine (détruit lors du séisme de 1908) ;
- Martirio di Santa Margherita, église paroissiale Stella Maris di Minissale (Messine) ;
- La Madonna della Lettera, église du monastère Santa Maria, Syracuse ;
- L'Assunzione della Vergine, Santa Lucia e Santa Caterina d'Alessandria, Dio Padre e La bottega di San Giuseppe, église des capucins, Milazzo ;
- San Giorgio e il drago ;
- San Francesco di Paola e gli angeli, église San Francesco di Paola, Monforte San Giorgio.

Padoue
- Merlettaia con la maestra (v. 1694), Museo civico, Padoue ;
- San Tommaso di Canterbury dinanzi a Cristo, église San Tommaso dei Filippini ;
- Gesù, Maria e le anime del purgatorio (v. 1701), église de Gesso ;

Montelaguardia
- Allegoria della Redenzione, église San Nicola ;
- La Madonna del Rosario, église santissima Annunziata ;
- San Antonio da Padova, église Cristo Re ;
- Giuseppe ebreo che abbraccia il padre Giacobbe (v. 1694), Dôme.

Randazzo
- La Resurrezione di Lazzaro, église San Martino ;
- Martirio di San Lorenzo et Martirio di Santa Agata, église Santa Maria.